# Asleep at the Wheel
Asleep at the Wheel es un grupo estadounidense de música country formado en Paw Paw (Virginia Occidental), aunque con base actual en Austin (Texas).
Juntos han ganado nueve premios Grammy desde su formación en 1970. Han sacado más de 20 álbumes de estudio y tenido veinte singles en los Billboard de country . Su mayor éxito "The Letter That Johnny Walker Read", fue número 10 en 1975.

## Discografía

### Álbumes
| Año  | álbum                                                      | Posición en la lista | Posición en la lista | Posición en la lista | Label             |
| Año  | álbum                                                      | EE. UU. Country      | EE. UU.              | CAN Country          | Label             |
| ---- | ---------------------------------------------------------- | -------------------- | -------------------- | -------------------- | ----------------- |
| 1973 | Comin' Right at Ya                                         | —                    | —                    | —                    | EMI               |
| 1974 | Asleep at the Wheel                                        | —                    | —                    | —                    | Epic              |
| 1975 | Fathers & Sons [1 Side]                                    | —                    | —                    | —                    | Epic              |
| 1975 | Texas Gold                                                 | 7                    | 136                  | —                    | Capitol           |
| 1976 | Wheelin' & Dealin'                                         | 19                   | 179                  | —                    | Capitol           |
| 1977 | The Wheel                                                  | 31                   | 162                  | —                    | Capitol           |
| 1978 | Collision Course                                           | 47                   | —                    | 19                   | Capitol           |
| 1979 | Served Live                                                | —                    | —                    | —                    | Capitol           |
| 1980 | Framed                                                     | —                    | 191                  | —                    | MCA               |
| 1985 | Asleep at the Wheel [1985]                                 | —                    | —                    | —                    | MCA               |
| 1987 | 10                                                         | 16                   | —                    | —                    | Epic              |
| 1988 | Western Standard Time                                      | 34                   | —                    | —                    | Epic              |
| 1990 | Keepin' Me Up Nights                                       | 73                   | —                    | —                    | Arista            |
| 1992 | Route 66                                                   | —                    | —                    | —                    | Liberty           |
| 1993 | A Tribute to the Music of Bob Wills & the Texas Playboys   | 35                   | 159                  | 17                   | Liberty           |
| 1995 | The Wheel Keeps on Rollin'                                 | —                    | —                    | 3                    | Capitol           |
| 1997 | Back to the Future Now – Live at Arizona...                | —                    | —                    | —                    | Sony              |
| 1997 | Merry Texas Christmas, Y'All                               | 75                   | —                    | —                    | High Street       |
| 1999 | Ride with BobA                                             | 24                   | —                    | —                    | DreamWorks        |
| 2003 | Take Me Back to Tulsa                                      | —                    | —                    | —                    | Evangeline        |
| 2003 | Wide Awake!: Live in Oklahoma                              | —                    | —                    | —                    | Delta             |
| 2003 | Live at Billy Bob's Texas                                  | —                    | —                    | —                    | Smith Music Group |
| 2003 | Remembers the Alamo                                        | —                    | —                    | —                    | Shout! Factory    |
| 2006 | Live from Austin, TX                                       | —                    | —                    | —                    | New West          |
| 2007 | Reinventing the Wheel                                      | —                    | —                    | —                    | Mega Force        |
| 2007 | Kings of Texas Swing (CD/DVD)                              | —                    | —                    | —                    | Cleopatra         |
| 2007 | Santa Loves to Boogie                                      | —                    | —                    | —                    | MRI               |
| 2007 | Asleep at the Wheel with The Fort Worth Symphony Orchestra | —                    | —                    | —                    | Independent       |
| 2009 | Willie and the Wheel (con Willie Nelson)                   | 13                   | 90                   | —                    | Bismeaux          |
| 2010 | It's a Good Day                                            | 57                   | —                    | —                    | Bismeaux          |

- A'Ride with Bob también llegó al nº15 en "Top Heatseekers".

### Singles
| 1973                                                                                | "Before You Stop Loving Me"            | —  | —  | Comin' Right at Ya    |
| 1973                                                                                | "Daddy's Advice"                       | —  | —  | Comin' Right at Ya    |
| 1974                                                                                | "Don't Ask Me Why"                     | —  | —  | Asleep at the Wheel   |
| 1974                                                                                | "Choo Choo Ch'Boogie"                  | 69 | —  | Asleep at the Wheel   |
| 1975                                                                                | "The Letter That Johnny Walker Read"   | 10 | 32 | Texas Gold            |
| 1975                                                                                | "Bump, Bounce, Boogie"                 | 31 | 47 | Texas Gold            |
| 1976                                                                                | "Nothin' Takes the Place of You"       | 35 | 30 | Texas Gold            |
| 1976                                                                                | "Route 66"                             | 48 | 47 | Wheelin' and Dealin   |
| 1976                                                                                | "Miles and Miles of Texas"             | 38 | —  | Wheelin' and Dealin   |
| 1977                                                                                | "Trouble with Lovin' Today"            | —  | 34 | Wheelin' and Dealin   |
| 1977                                                                                | "Let's Face Up"                        | —  | —  | The Wheel             |
| 1978                                                                                | "Ghost Dancer"                         | —  | —  | Collision Course      |
| 1978                                                                                | "Texas Me and You"                     | 75 | —  | Collision Course      |
| 1979                                                                                | "Too Many Bad Habits"                  | —  | —  | Served Live           |
| 1980                                                                                | "Don't Get Caught Out in the Rain"     | —  | —  | Framed                |
| 1987                                                                                | "Way Down Texas Way"                   | 39 | —  | Ten                   |
| 1987                                                                                | "House of Blue Lights"                 | 17 | 12 | Ten                   |
| 1987                                                                                | "Boogie Back to Texas"                 | 53 | —  | Ten                   |
| 1988                                                                                | "Blowin' Like a Bandit"                | 59 | —  | Ten                   |
| 1988                                                                                | "Walk On By"                           | 55 | *  | Western Standard Time |
| 1988                                                                                | "Hot Rod Lincoln"                      | 65 | *  | Western Standard Time |
| 1989                                                                                | "Chattanooga Choo Choo"                | —  | —  | Western Standard Time |
| 1990                                                                                | "Keepin' Me Up Nights"                 | 54 | 63 | Keepin' Me Up Nights  |
| 1990                                                                                | "That's the Way Love Is"               | 60 | 83 | Keepin' Me Up Nights  |
| 1991                                                                                | "Dance with Who Brung You"             | 71 | —  | Keepin' Me Up Nights  |
| 1992                                                                                | "Route 66" (re-release)                | —  | —  | Route 66              |
| 1993                                                                                | "Red Wing"                             | —  | —  | Tribute to Bob Wills  |
| 1994                                                                                | "Blues for Dixie"                      | —  | —  | Tribute to Bob Wills  |
| 1994                                                                                | "Corrine, Corrina" (con Brooks & Dunn) | 73 | —  | Tribute to Bob Wills  |
| 1995                                                                                | "Hightower"                            | —  | —  | Wheel Keeps On Rollin |
| 1996                                                                                | "Lay Down Sally"                       | —  | 70 | Wheel Keeps On Rollin |
| 2007                                                                                | "Am I Right (Or Amarillo)"             | —  | *  | Reinventing the Wheel |
| "—" indica que no entró en listas o no fueron lanzados * mejor posición desconocida |                                        |    |    |                       |

### Otras canciones en las listas
| Año  | Sencillo                           | US Country | Álbum         |
| ---- | ---------------------------------- | ---------- | ------------- |
| 2000 | "Roly Poly" (con las Dixie Chicks) | 65         | Ride with Bob |

### Vídeos musicales
| Año  | Vídeo                                   | Director      |
| ---- | --------------------------------------- | ------------- |
| 1987 | "Way Down Texas Way"                    |               |
| 1987 | "Boogie Back to Texas"                  | Bob Small     |
| 1988 | "Hot Rod Lincoln"                       | Wayne Miller  |
| 1990 | "Keepin' Me Up Nights"                  | Wayne Miller  |
| 1993 | "Old Fashioned Love" (con Suzy Bogguss) | Wayne Miller  |
| 1995 | "Bring It On Down to My House"          |               |
| 1995 | "Lay Down Sally"                        | Mark Shuman   |
| 1997 | "Christmas in Jail"                     |               |
| 1999 | "Cherokee Maiden"                       | Dan Karlok    |
| 2001 | "Ain't Nobody Here But Us Chickens"     | Eric McDonald |
| 2009 | "Hesitation Blues" (con Willie Nelson)  | Zalman King   |